# Tapa (Filipinas)

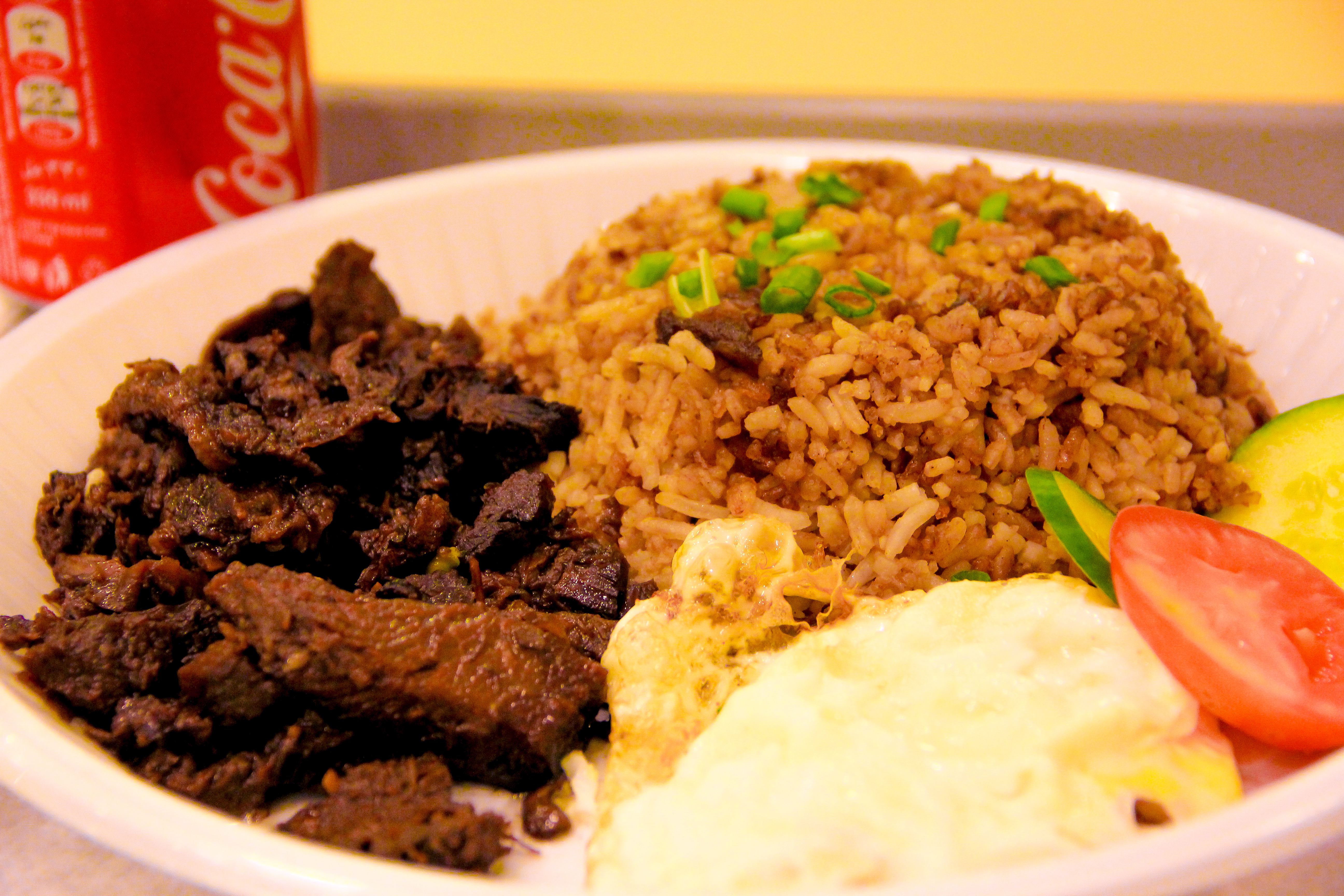
Tapa (a la izquierda) acompañado con arroz y verduras

Tapa se refiere un alimento muy típico de las Filipinas fundamentado en carne de ternera o venado que se ha secado o curado previamente, existe la posibilidad de convertir en tapa también los pescados. Para preservar la carne, considerada por los nativos filipinos como un tesoro, se cortaba en rodajas y se ponía en salazón para que se curara, durante el proceso se le añadía algunas especies. La tapa se sirve frita o junto con arroz, un huevo frito y achara (papaya encurtida). 

## Etimología
El nombre procede de los españoles que ocuparon Filipinas que posiblemente emplearan este alimento para recrear las tapas, quedando el término hasta hoy en día.

## Tapsilog
Tapsilog es el término usado cuando se emplea tap arroz frito ("sinangag") y huevo frito ("itlog") todo ello en un único plato, que se sirve a menudo durante el desayuno. En filipino un restaurante que sirve tapa se denomina tapsihan. De todas formas "tapsilog" y "tapsihan"  son palabras cuyo origen es slang en el idioma filipino, aunque estos términos sólo se emplean por la gente de Filipinas y en los restaurantes ambos términos aparecen a menudo en los menús del país.

### Variantes
La existencia de la denominación tapsilog en muchos platos filipinos hace entender que el plato secompone de arroz y huevo fritos, de estaforma se tiene los siguientes ejemplos: 
- Adosilog - adobo, arroz frito y huevo frito
- Bangsilog - bangus (pescado de leche), arroz frito y huevo frito
- Bisteksilog - beefsteak, arroz frito y huevo frito
- Dangsilog -  del danggit del  (pez conejo), arroz frito y huevo frito
- Chosilog - chorizo, arroz frito y huevo frito
- Chiksilog - pollo, arroz frito y huevo frito
- Cornsilog -  del  carne en lata, arroz frito y huevo frito
- Hotsilog - hot dog, arroz frito y huevo frito
- Longsilog - chorizo, arroz frito y huevo frito
- Litsilog - lechón, arroz frito y huevo frito
- Tosilog - tocino, arroz frito y huevo frito

### Restaurantes que sirven el tapsilog
Existen numerosos restaurantes en barangays en las Filipinas que sirven tapsilog, existen no obstante grandes negocios que se han aventurado a la venta de tapa, algunos de ellos son cadenas importantes en este país tales como el Tapa King y el Goto King. Además, debido en gran medida a la popularidad de esta cocina algunas cadenas de fast food en Filipinas incluyen en sus menús tapsilog como desayuno, algunos de ellos son: Jollibee y McDonald's.